# Río Paiva
El río Paiva es un curso de agua que nace en la sierra de Leomil, en concreto en la parroquia de Pêra Velha - perteneciente al municipio de Moimenta da Beira - y desagua en el río Duero, a la altura de la localidad de Castelo de Paiva, recogiendo por la margen izquierda los aportes del río Fornos y por la margen derecha, las aguas del río Souselo, en Cinfães.
Durante un tiempo, fue considerado el río más contaminado de Europa. A pesar de todo, aún hoy en sus aguas desovan las truchas. Está clasificado como Sitio de Importancia Comunitaria en la Red Natura 2000.

## Amenazas sobre el río Paiva
La principal amenaza que soporta el río, más allá del hombre, proviene de la invasión por las acacias y la siembra frecuente de monocultivos de eucaliptos y de pinos.
Otras amenazas son la implementación de pequeños y grandes proyectos hidroeléctricos; casos puntuales de extracción y lavado de inertes, fuegos, construcción de azudes, construcciones clandestinas, implantación de aviarios y piscifactorías y sembrado de tierras agrícolas.
La expansión turística es otra preocupación para las asociaciones de defensa del Valle del Paiva, con el aumento significativo de visitantes en los últimos años, debido a la inauguración de los "Passadiços del Paiva" y del Puente 516 Arouca.

## Arouca Geopark
Uno de los principales puntos de pasada de este curso de agua es el municipio de Arouca, donde fueron construidos los Pasadizos del Paiva, a una hora de distancia de Oporto. Se trata de un pasadizo de madera de cerca de 8,7 km, estando prevista la construcción de 12 km más, localizado en el territorio de la Unión de las Clientelas de Canelas y Espiunca, en el municipio de Arouca (municipio del área Metropolitana del Puerto[carece  y de la Región del Norte de Portugal, integrado en el extremo nordeste del distrito de Aveiro) construido al largo del margen izquierdo del río Paiva, en la cuenca hidrográfica del Duero, entre el puerto de Espiunca y la playa fluvial del Areinho, abarcando así el área conocida como la "Garganta del Paiva", siendo uno de los elementos principales del Arouca Geopark.

## S.O.S. Río Paiva
En julio de 2010 fue constituida a S.O.S. Río Paiva - Asociación de Defensa del Valle del Paiva, una Organización No-Gubernamental de ámbito regional, que tiene como objetivo la promoción sociocultural y preservación ambiental del Valle del Río Paiva, a través del fomento de prácticas ecológicas sostenibles y de conservación del patrimonio histórico-cultural y ambiental. La Asociación tiene actualmente más de 500 asociados y comprende 10 municipios ribereños del Paiva: Castillo de Paiva, Arouca, Cinfães, Castro Daire, São Pedro del Sur, Viseu, Vila Nueva de Paiva, Sátão, Sernancelhe y Moimenta de la Riba.

## Afluentes
| - Ribeira da Carvalhosa - Ribeira da Lamosa - Río Ardena - Río Côvo - Río de Frades | - Río Mau - Río Paivó - Río Sonso - Río Teixeira - Río Tenente |